# Octave Mirbeau
Octave Mirbeau (ur. 16 lutego 1848 w Trévières, zm. 16 lutego 1917 w Paryżu) – francuski pisarz, dramaturg, krytyk sztuki, dziennikarz, bliski awangardzie literackiej i anarchizmowi.

## Życiorys
Octave Mirbeau urodził się w rodzinie średnio zamożnych mieszczan. Na naukę wysłano go do kolegium jezuickiego w Vannes, skąd został usunięty w niejasnych okolicznościach, na które światło rzuca jego powieść Sébastien Roch (tł. pol. K. Byczewska, Sebastian, PIW, Warszawa 1960).

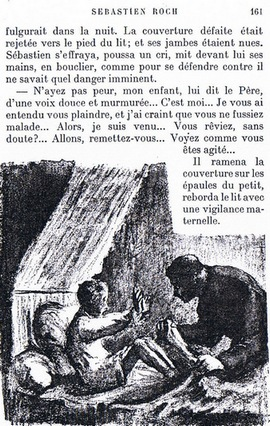
Sébastien Roch, H.-G. Ibels, 1906

Udział w wojnie francusko-pruskiej 1870 roku odcisnął się piętnem na jego osobowości i również znalazł odbicie w twórczości (m.in. II rozdział powieści Le Calvaire, który wywołał skandal wśród francuskich nacjonalistów). Porzuciwszy studia prawnicze, rozpoczął pracę jako dziennikarz, jednak dopiero po dwunastu latach udało mu się uzyskać niezależność wystarczającą do głoszenia własnych podglądów. Wtedy zaczęły się ukazywać jego pierwsze powieści; w tym samym okresie rozpoczął również w prasie walkę o uznanie nowych prądów w literaturze i w sztuce. Był gorącym zwolennikiem impresjonizmu; poświęcił szereg artykułów Claude’owi Monetowi i Camille’owi Pissarro, choć nie zamykał się na inne opcje artystyczne, jak np. twórczość Félixa Vallotona i Pierre’a Bonnarda. Jako jeden z pierwszych docenił też wielkość Vincenta van Gogha. Pomógł wylansować Auguste’a Rodina i był wśród nielicznych, którzy chwalili twórczość jego towarzyszki życia, Camille Claudel.
W 1890 roku artykułem opublikowanym w Le Figaro objawił światu talent nieznanego belgijskiego dramaturga Maurice’a Maeterlincka. W 1910 wypromował wywodzącą się z ludu pisarkę Marguerite Audoux, przyszłą laureatkę Prix Fémina. Jako członek pierwszego składu Akademii Goncourtów walczył o uznanie dla młodych, oryginalnych artystów. Równolegle rozwijał działalność polemiczną. Głosił postępowe poglądy w wielu sferach życia: politycznej, społecznej i obyczajowej. Stał się jedną z bardziej znaczących postaci podczas sprawy Dreyfusa, która wstrząsnęła Francją pod sam koniec XIX wieku: angażując się w obronę niesłusznie oskarżonego kapitana, stanął po stronie sprawiedliwości i równości dla wszystkich.

## Twórczość

### Powieści

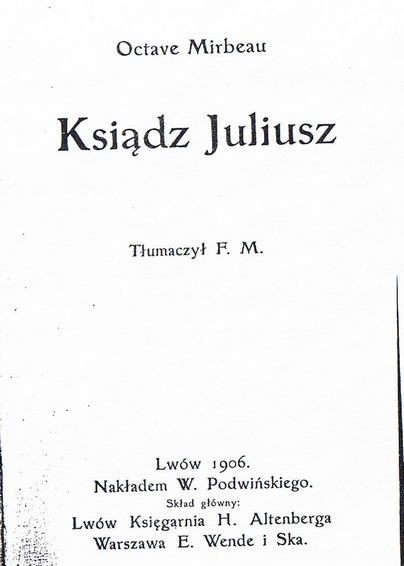
Ksiądz Juliusz, 1906

Pewne fakty z życia pisarza pozwalają przypuszczać, że kilka utworów napisał pod pseudonimem, na zamówienie zleceniodawców pragnących wykorzystać jego talent. Oficjalny debiut nastąpił jednak w 1886, kiedy to ukazała się powieść Le Calvaire, pierwsza z trzech zawierających wątki autobiograficzne i rozprawiająca się z wyniszczającą miłością do kobiety lekkich obyczajów. Druga powieść, L’Abbé Jules (1888, tł. pol. Fr. Mirandola, Ksiądz Juliusz, Lwów 1906), uważana jest za udaną próbę przeszczepienia na grunt francuski psychologicznej głębi powieści Dostojewskiego. Trzecia, Sébastien Roch (1890, tłum. pol. Sebastian, 1960), opisuje tragedię wrażliwego dziecka skazanego na piekło katolickiej szkoły, w której doznaje gwałtu zarówno psychicznego, jak i fizycznego. Kolejne utwory przynoszą ewolucję formy powieściowej, zmierzającej ku coraz większej swobodzie konstrukcyjnej – na poziomie intrygi, czasu i przestrzeni oraz postaci literackiej.
Powstałe w tym okresie Dans le ciel (1892-3 – wydanie książkowe dopiero w 1989), Le Jardin des supplices (1899, tłum. pol. Leon Choromański, Ogród udręczeń, Księgarnia Pomorska, Tczew 1922) i Le Journal d’une femme de chambre (1900, tłum. pol. Maria Zenowicz, Dziennik panny służącej, Czytelnik, Warszawa 1977) w coraz większym stopniu charakteryzują się autonomią poszczególnych fragmentów, stanowiących swoistą układankę. Spójność struktury całości zanika w nich na rzecz coraz większej autonomii fragmentu. Późne utwory Mirbeau, Les 21 jours d’un neurasthénique (1902, tłum. pol. Jerzy Huzarski, Kartki z notatnika nerwowca, Warszawa 1910), La 628-E8 (1907) i Dingo (1913), wykorzystują tę technikę w stopniu tak znacznym, że doprowadza ona niemal do ich autodestrukcji: nie można w nich odnaleźć jednolitej fabuły ani wątku spajającego kolejne anegdoty, a postać narratora, stanowiąca jedyny stały element, jest zaledwie naszkicowana. Mirbeau nie rezygnuje jednak z podstawowej cechy swojego stylu, to jest ostrego pióra polemisty, którym chłoszcze przywary swoich rodaków.

### Teatr
Te właśnie cechy staną się wielkim atutem Mirbeau dramatopisarza. Jego debiut, Les Mauvais Bergers (1897), sztuka o wymowie społeczno-politycznej rozgrywająca się w środowisku robotników, ma jeszcze zbyt silny posmak dzieła z tezą. Autor sam jest świadom tej słabości i w kolejnych sztukach potrafi ograniczyć doktrynerstwo na rzecz bezpośredniego efektu scenicznego. Oprócz bardzo udanych i nowatorskich jednoaktówek Farces et moralités (1904) wystawiano z powodzeniem Le Foyer (1908), a przede wszystkim Les affaires sont les affaires (1903, w Polsce graną jeszcze po drugiej wojnie światowej jako Interes przede wszystkim), ze znakomitą postacią przemysłowca Izydora Lechata.
Za życia Octave Mirbeau był jedną z barwniejszych i lepiej znanych postaci świata dziennikarskiego i artystycznego we Francji. Jak wskazuje dramatopisarz prof. Tomasz Kaczmarek, Mirbeau w swoich dziełach często krytykował fanatyzm religijny, chrześcijańskie wartości moralne oraz Kościół katolicki, który uważał za groźną dla społeczeństwa organizację. Po śmierci artysty przyszło zapomnienie, wywołane w dużej mierze brakiem zrozumienia dla jego bezkompromisowej postawy. Obecnie, od około piętnastu lat, obserwuje się nawrót zainteresowania jego twórczością. W dzisiejszej dobie bardziej docenia się jego życiowe credo, eksponujące indywidualizm i wolność wyrazu. Taka właśnie wymowa jego utworów pozwala zaliczyć Octave’a Mirbeau do grona artystów, których dzieło oparło się próbie czasu i mimo upływu lat zachowało swoją wartość i świeżość myśli.

## Ważniejsze dzieła
- Le Calvaire (1886).
- L'Abbé Jules (Ksiądz Juliusz) (1888).
- Sébastien Roch (Sebastian) (1890) (polskie wydanie – 1960)
- Dans le ciel (1893)(pierwsze wydanie książkowe -1989).
- Źli pasterze (1897) – sztuka wystawiana w 1897 z Sarah Bernhardt w roli głównej[2]
- Le Jardin des supplices (Ogród udręczeń) (1899).
- Le Journal d'une femme de chambre (Dziennik panny służącej) (1900; 1. polskie wydanie pt. Pamiętnik panny służącej – 1909).

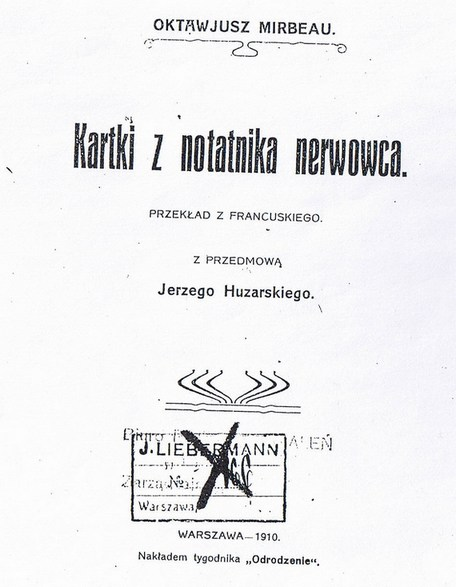
Kartki z notatnika nerwowca, 1910

- Les 21 jours d'un neurasthénique (Kartki z notatnika nerwowca) (1901).
- Les affaires sont les affaires (Interes interesem, Interes przede wszystkim) (1903).
- Farces et moralités (1904).
- La 628-E8 (1907).
- Le Foyer (Ognisko) (1908).
- Dingo (1913).
- Contes cruels (1990).
- Lettres de l'Inde (1991).
- L'Affaire Dreyfus (1991).
- Combats esthétiques (1993).
- L’Amour de la femme vénale (1994).
- Œuvre romanesque (I-II-III) (2000-2001).
- Correspondance générale (I-II-III) (2003-2005-2009).
- Combats littéraires (2006).